# Demetrio H. Brid
Demetrio Honorato Brid Lasso (Panamá, Confederación Granadina, 21 de diciembre de 1859 - Ciudad de Panamá, Panamá, 27 de mayo de 1917) fue un prócer, periodista y escritor panameño, considerado factor importante en el movimiento separatista panameño que culminó con la proclamación de la separación de Panamá de la República de Colombia y la fundación de la República de Panamá en 1903, por lo que se le reconoce como el primer presidente de facto de la República de Panamá y prócer de la Patria en grado eminente.
Siendo Presidente del Consejo Municipal del Distrito de Panamá, asumió la responsabilidad de llamar a cabildo la noche del 3 de noviembre de 1903, para respaldar el movimiento separatista. Ante el surgimiento de un gobierno de facto, el cual presidió, le correspondió designar y delegar sus poderes en la Junta Provisional de Gobierno en la tarde del 4 de noviembre.

## Biografía
Demetrio Honorato Brid Lasso nació en la Ciudad de Panamá, Departamento de Panamá, el 21 de diciembre de 1859. Sus padres fueron el Dr. Federico Alberto Brid Chirino, abogado de la Compañía del Ferrocarril de Panamá, natural de Cartagena, Colombia y la panameña Josefa Cayetana Lasso y Paredes.
A los 13 años ingresó a trabajar en el diario La Estrella de Panamá como repartidor de periódicos. Continuó como cajista, luego como corrector de pruebas, para posteriormente convertirse en un experimentado armador del periódico, llegando a ser editorialista y Jefe de Redacción. Por sus propios esfuerzos se perfeccionó en el español, así como también aprendió gramaticalmente el inglés y francés. Compartió en la redacción de La Estrella de Panamá con el reconocido poeta panameño Gaspar Octavio Hernández. Trabajó en La Estrella de Panamá por un período de 45 años hasta el día de su muerte.
Se destacó como miembro del Partido Conservador al cual se afilió desde su juventud. El 1 de septiembre de 1890 fue elegido al Consejo Municipal de Panamá, asumiendo el cargo de Presidente en septiembre de 1892. A pesar de ser un político moderado, muchas veces se le vio acompañando al Dr. Manuel Amador Guerrero en sus luchas políticas.
Fue un filatélico reconocido en Panamá (Revista El Filotelista).
Demetrio H. Brid contrajo matrimonio por primera vez con Edelmira Dutary de Alba, con quien tuvo seis hijos, y luego de fallecer su esposa, se casó nuevamente con Elida Cantera de Alba con quien tuvo cuatro hijos.
Falleció el 27 de mayo de 1917 en el Hospital Santo Tomás en la Ciudad de Panamá a la edad de 57 años.

### Vida política

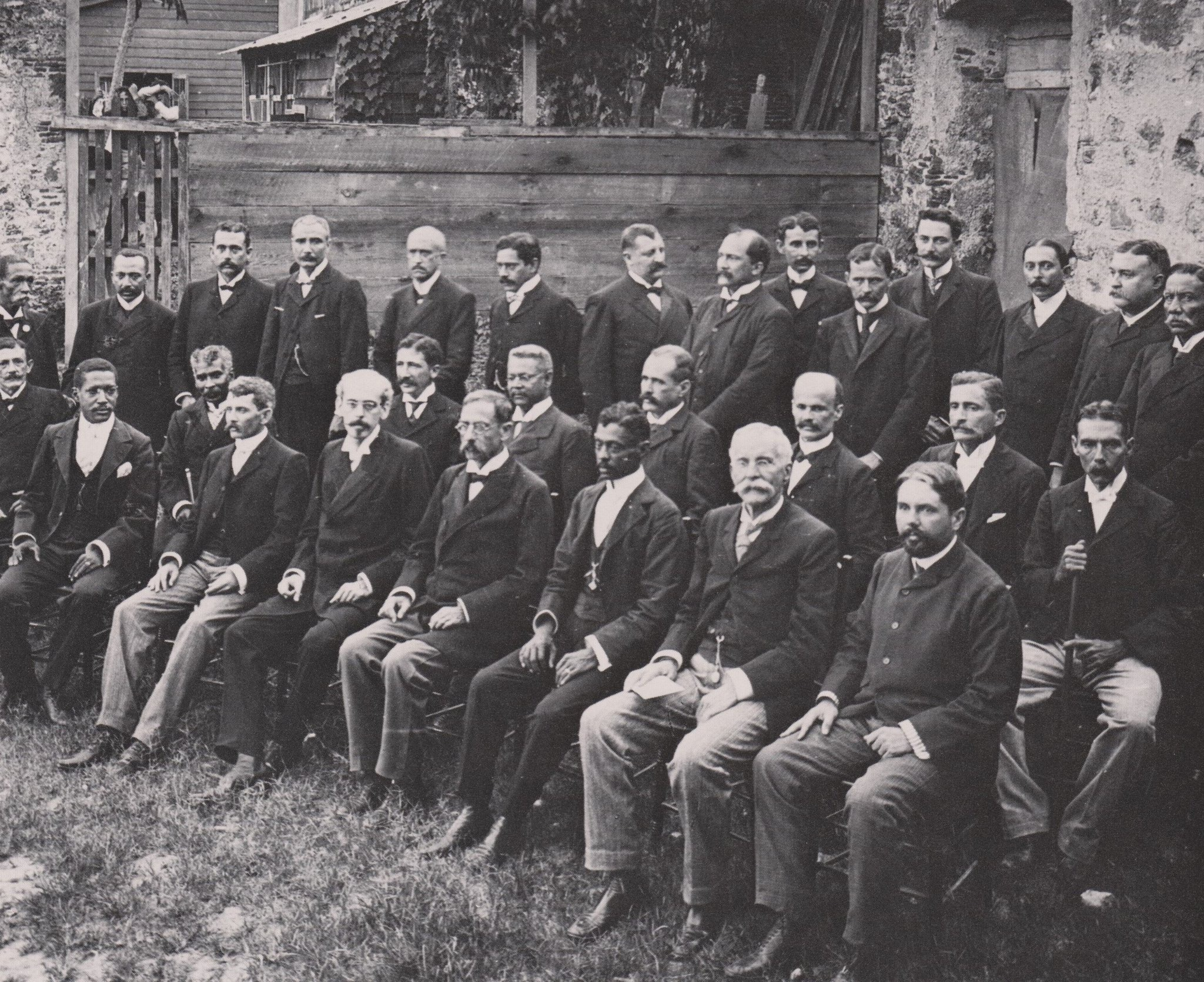
Convención Nacional de 1904 con el Dr. Manuel Amador Guerrero, Presidente Constitucional de la República de Panamá.

Demetrio H. Brid fue elegido al Consejo Municipal de Panamá en 1890, correspondiéndole ser ocho veces Presidente, cargo del cual renunció el 31 de diciembre de 1904. Fue uno de los tres diputados principales por la Provincia de Panamá a la Asamblea Departamental desde marzo de 1903, ostentando el cargo de Vicepresidente. Ocupó otros cargos públicos con posterioridad a la separación de Panamá de Colombia, tales como el de convencional de la Convención Nacional Constituyente en cuya condición le correspondió, junto con los demás convencionales, redactar la Constitución Nacional sancionada el 15 de febrero de 1904 y en dicha condición le correspondió junto con el resto de los convencionales, elegir el 20 de febrero a Manuel Amador Guerrero como el primer Presidente Constitucional de la República de Panamá. Demetrio H. Brid fue uno de los ocho convencionales constituyentes por la Provincia de Panamá. Ocupó el cargo de Primer Vicepresidente de la Convención Nacional de 1904, fue elegido en agosto de 1904 como Presidente del Consejo Electoral de la República para posteriormente ser nombrado en 1906 como Cónsul General en Génova, Italia. A solicitud del Presidente Amador, fue designado Gobernador de la Provincia de Panamá en 1908. En la Secretaría de Relaciones Exteriores es nombrado también en julio de 1908 por el presidente Amador como miembro ad-honorem de la Comisión Panamericana, designación que ejerció hasta el momento de su fallecimiento. En 1911 es nombrado por el presidente de la República - Primer Designado, Dr. Pablo Arosemena, como Jefe de Sección en la Secretaría de Relaciones Exteriores. Designado Director del Museo de Historia Natural en 1912.
Además de su labor en La Estrella de Panamá, fue Editor Oficial de la “Gaceta de Panamá” desde el 7 de febrero de 1891 hasta el 31 de agosto de 1895. Después de la separación de Panamá de Colombia, la Gaceta cambió su nombre a “Gaceta Oficial.” Su primer número fue publicado el 14 de noviembre de 1903. Del 11 de noviembre de 1903 al 31 de julio de 1906 y desde el 9 de enero de 1907 hasta el 28 de diciembre de 1908 fue su Editor Oficial.
En 1887 se enlista en la recién creada institución del Servicio de Bomberos contra Incendios, conjuntamente con otros jóvenes de la capital, muchos de ellos provenientes de la colonia extranjera. Asistió en el incendio del Hotel Roma el 3 de junio de 1888 considerándose aquellos bomberos los primeros "héroes del fuego" en Panamá. En 1890 fue ascendido a Subteniente de Salvadores.

### Obras
Entre sus obras se puede resaltar la creación de la Biblioteca Pública Colón, la cual fue inaugurada por su persona el 12 de octubre de 1892, como primer centro para los intelectuales y del saber. Se le atribuye haber sido propulsor de la idea de nombrar la moneda oficial como el balboa en su calidad de Convencional miembro de la Comisión Monetaria de la Convención Nacional de 1904, e igualmente como Convencional, en mayo de 1904 fue proponente de facultar al Poder Ejecutivo para celebrar un Tratado de Comercio con los Estados Unidos.

### Reconocimientos
Mediante la Ley n.º 27 del 1 de diciembre de 1953, siendo éste el año del Cincuentenario de la República, la Asamblea Nacional reconoce al concejal Brid, primer presidente del Estado de Facto y Prócer de la Patria en grado eminente, recomendando que la obra realizada por tan preclaro prócer en servicio a la Patria fuera divulgada en todas las escuelas y colegios del país y establecer la erección de un busto en la capital de la República como tributo de gratitud para perpetuar su memoria.

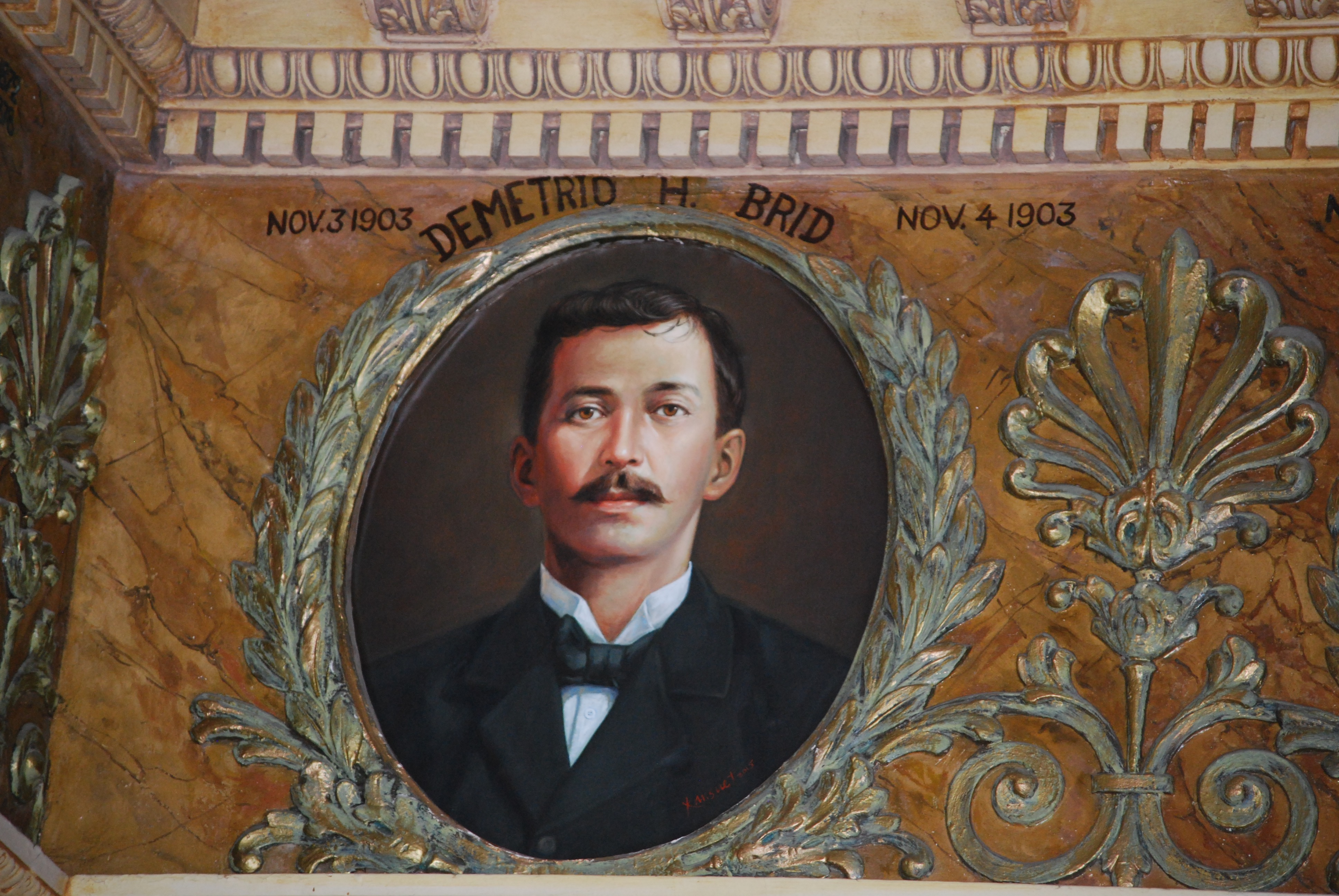
Medallón de Demetrio H. Brid en la Galería de Gobernantes ubicada en el Salón Amarillo del Palacio Presidencial

El 6 de julio de 2015 la Resolución n.º 123 del Ministerio de la Presidencia "ordena la colocación del medallón de don Demetrio H. Brid en la Galería de los Gobernantes, ubicado en el Salón Amarillo del Palacio de las Garzas en la Presidencia de la República, en su condición de Presidente del Estado, de facto de la República de Panamá, durante los días 3 y 4 de noviembre de 1903".  El acto protocolar de develación del medallón se llevó a cabo el 17 de mayo de 2017, fecha en que se conmemoraba su centenario de fallecimiento.
La Asamblea Nacional de Panamá, mediante Ley 4 de 1955, decreta reconocerle como Prócer de la República en su calidad de miembro del Consejo Municipal de Panamá, el cual “asumió el poder supremo de la Nación panameña, y en virtud de ello nombró una Junta de Gobierno” y “firmaron el Acta de Independencia del Istmo el 4 de noviembre de 1903, por medio de lo cual se constituyó la República de Panamá”.
Mediante Decreto n.º 93 del 27 de mayo de 1917, el presidente de la República, Ramón M. Valdés, honra su memoria al fallecer manifestando que el Prócer Brid “tomó parte activa y principal en el movimiento separatista del Istmo”. Se decreta lamentar la muerte de don Demetrio H. Brid, cuyas virtudes cívicas se recomiendan a la gratitud y a la imitación de sus conciudadanos y correr con los gastos que los funerales ocasionen. Por su parte, el Consejo Municipal de Panamá resolvió, el mismo día, reconocer el hecho que Demetrio H. Brid fue de los que más parte activa tomaron en el movimiento separatista, y que como prócer de nuestra emancipación como por su amor al trabajo, probidad y demás virtudes cívicas, merece que su vida se recomiende como ejemplo a las futuras generaciones. En la misma se resolvió izar el pabellón nacional a media asta por un período de tres días en todas las oficinas municipales.

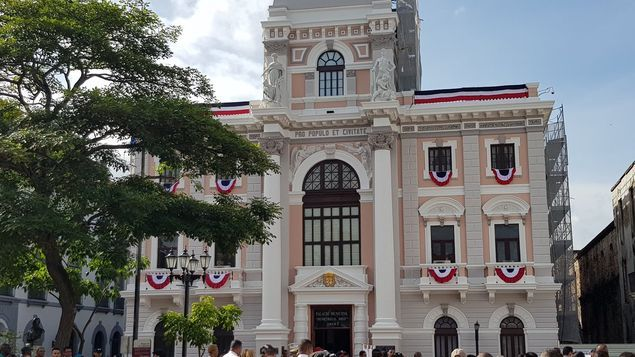
Palacio Municipal "Demetrio H. Brid" ubicado en la Plaza de la Catedral

El Consejo Municipal de Panamá, mediante el Acuerdo n.º 11 del 26 de mayo de 1930 resolvió honrar como corresponde la memoria imperecedera de don Demetrio Honorato Brid y recomendar sus virtudes cívicas y privadas a la generación actual y a las del porvenir; denominar Avenida Demetrio H. Brid (la misma se encuentra ubicada en el Casco Antiguo contigüa a la Plaza Herrera), una de las principales avenidas de la ciudad. Mediante resolución n.º 119 del 29 de noviembre de 1967, resolvió también “reconocer públicamente su singular y principal participación en la gesta independentista en aras de una auténtica mística nacional”.
El Consejo Municipal de Panamá, mediante la Resolución n.º 60 de 25 de marzo de 2003, por unanimidad resuelve asignar el nombre de 'Palacio Municipal Demetrio H. Brid', a la sede permanente del Consejo Municipal y la develación de un busto en su memoria como justo reconocimiento a su labor como concejal y ciudadano ejemplar. Desde el 2003, el Consejo Municipal lleva a cabo en el Día de los Difuntos (2 de noviembre) una romería a su tumba en el Cementerio Herrera para colocarle ofrendas florales. Mediante Resolución n.º 48 de 1 de julio de 2008 instó a la Dirección General de Correos y Telégrafos a emitir una estampilla conmemorativa en ocasión de cumplirse en el 2009 los 150 años del nacimiento de Demetrio H. Brid.
El Ministerio de Educación mediante Resuelto n.º 1438 del 1 de junio de 2009 instituye el Concurso Nacional de Redacción y Ensayo Demetrio H. Brid para estudiantes de escuelas públicas y particulares. 

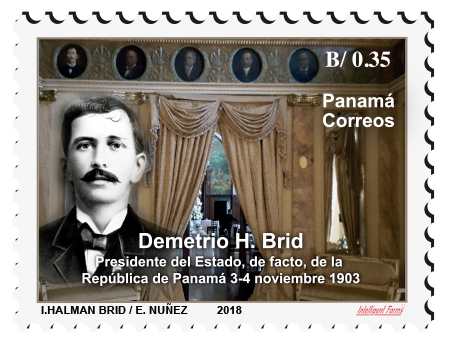
Sello postal que muestra el medallón de Demetrio H. Brid en la Galería de Gobernantes

El Presidente de la República por conducto del Ministerio de Gobierno resolvió mediante Decreto Ejecutivo n.º 271 de 4 de octubre de 2017 realizar una emisión especial de tres sellos postales, una hoja recordatorio y un sobre de primer día de emisión en conmemoración del centenario del fallecimiento de Demetrio H. Brid.  El acto de primer día de emisión se llevó a cabo en el Consejo Municipal de Panamá el 19 de septiembre de 2018.  
El Presidente de la República por conducto del Ministerio de Gobierno resolvió mediante Decreto Ejecutivo n.º 68 de 4 de febrero de 2013 emitir el sobresello “Demetrio H. Brid, I Presidente de facto de Panamá, 1903", cuyo Día de Emisión fue el 18 de junio de 2014 en la Dirección General de Correos y Telégrafos. 
Fue merecedor de la Medalla Cervantes, premio a las letras, por sus aportes al periodismo y su destacada labor en el diario La Estrella de Panamá.

## El Tratado Herrán-Hay
Del 24 de enero de 1902 al 31 de diciembre de 1904 fue nuevamente Presidente del Concejo Municipal y por tanto le correspondió estar al frente del Municipio durante un período determinante en la historia de Panamá en el cual se dio la consulta relacionada con el Tratado Herrán-Hay entre la República de Colombia y los Estados Unidos de América para el proyecto del canal interoceánico a través del territorio del Istmo que antecedió la gesta separatista del 3 de noviembre de 1903.
La consulta sobre la conveniencia de ratificar el Tratado por parte de la República de Colombia era el tema prioritario para el territorio de Panamá y fue el factor decisivo para su posterior separación de Colombia, habida cuenta del interés que ya existía en los panameños de ser independientes.
El 4 de junio de 1903 el Concejo Municipal del Distrito de Panamá, uno de los dieciocho distritos que conformaban el Departamento de Panamá de la República de Colombia, resolvió que el Tratado Herrán-Hay sería de gran provecho para ambos países signatarios, dado que la construcción de un canal a través del Istmo traería progreso y bienestar a todos los panameños.
Con posterioridad a la Guerra de los Mil Días, los concejales del Municipio de Panamá sintieron la responsabilidad de encontrar soluciones tendientes a mejorar la situación financiera del Departamento de Panamá. Ante estos hechos, habiendo establecido que el Tratado era conveniente, el Prócer Brid inició el proceso de consulta con el resto de los presidentes de los concejos municipales. Las cartas de ratificación fueron recibiéndose desde el 23 de junio al 2 de agosto de 1903, oponiéndose sólo uno de los municipios, por lo cual se procedió a enviar nota a la Suprema Corporación Legislativa de la República de Colombia para su consideración.
En vista de que el tratado fue rechazado por el Senado de Colombia el 12 de agosto, no quedó otra alternativa que iniciar el movimiento separatista, deseo existente entre la mayoría de los panameños de separarse de Colombia, y el cual se concretó bajo el liderazgo de una secreta Junta Revolucionaria conformada por sus miembros José Agustín Arango, Manuel Amador Guerrero, Federico Boyd, Nicanor A. De Obarrio, Manuel Espinosa B., Carlos Constantino Arosemena, Tomás Arias y Ricardo Arias Feraud.

## La gesta separatista del 3 de noviembre de 1903
Los concejales ejercieron la decisión de actuar y proclamar la independencia de la República de Panamá
Demetrio H. Brid siendo Presidente del Consejo Municipal de Panamá se convirtió en uno de los líderes de la gesta separatista del 3 de noviembre de 1903. Por la amistad que lo unía con el Dr. Manuel Amador Guerrero y su trabajo como Editor del diario La Estrella de Panamá, cuyo propietario era José Gabriel Duque, estuvo al tanto del movimiento liderado por la Junta Revolucionaria. En Panamá se vivían momentos de intranquilidad y de grave peligro para los ciudadanos "revolucionarios," ya que corrían rumores relacionados con la conducta agresiva de las tropas colombianas y su deseo de atacar al pueblo que deseaba separarse de la República de Colombia.
En la mañana del 3 de noviembre, al ser informado por el Doctor Manuel Amador Guerrero de la llegada de la armada colombiana, Demetrio H. Brid le expresó a su esposa antes de salir de la casa “Mira Elida, me acaba de llamar Amador. Me voy para allá, pues hoy se efectúa el movimiento separatista. Si no regreso ya sabes la suerte que he corrido.” El 3 de noviembre fue un día intenso de maniobras por parte de los conjurados para controlar a los militares colombianos.
Alrededor de las seis de la tarde, se proclamó la separación de Panamá luego de haberse distribuido armas entre panameños de la Ciudad de Panamá. En la bahía de Panamá se hallaba la flotilla de guerra colombiana. Mientras esto ocurría, la Junta Revolucionaria y otros revolucionarios se reunieron en el Hotel Central para establecer el control militar y al mismo tiempo, por iniciativa de Demetrio H. Brid, Presidente del Consejo Municipal del Distrito de Panamá, avisó a todos los miembros de la corporación municipal para que estuvieran pendientes de la convocatoria de una sesión extraordinaria en el Consejo Municipal.
Recién se retiraba el crucero Bogotá y el pueblo celebraba eufórico el nacimiento del nuevo Estado, los miembros del Consejo Municipal del Distrito de Panamá, conscientes de las consecuencias de sus actuaciones, se reunieron en el Palacio Municipal, con objeto de dar carácter oficial a la independencia proclamada. Estos fueron, según consta en el Acta de la Sesión Extraordinaria y Solemne del 3 de noviembre de 1903, los concejales Rafael Aizpuru, Agustín Arias Feraud, Demetrio H. Brid, Manuel J. Cucalón P. y José María Chiari R. como miembros principales del Concejo Municipal, y Enrique Linares y Manuel María Méndez, concejales suplentes que tuvieron que actuar como principales.

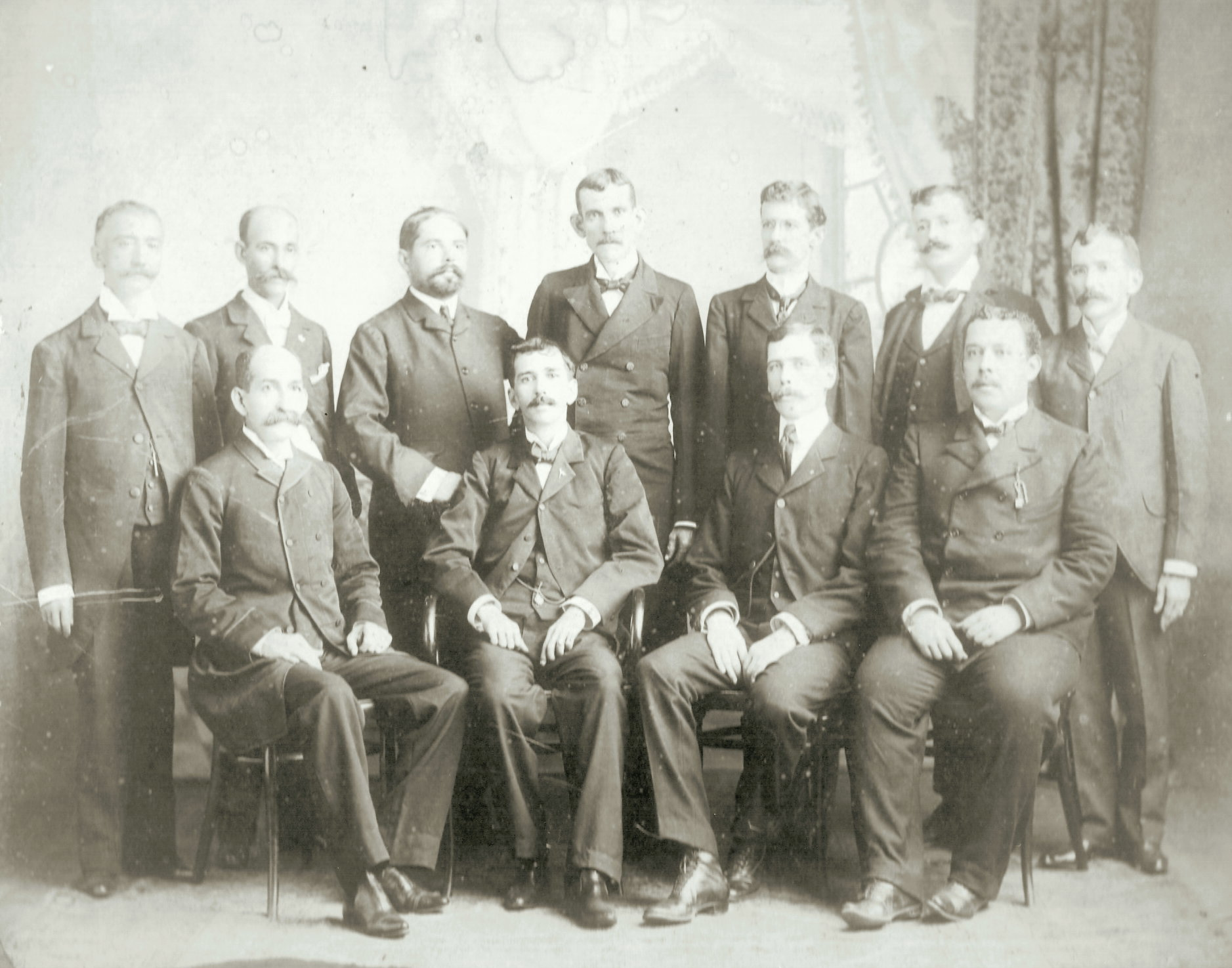
Consejo Municipal de 1903

Con el derrocamiento del Gobierno de Colombia en el Istmo, habiendo apresado al Gobernador del Departamento de Panamá, surgió un Estado de hecho que convirtió al territorio panameño en un Estado sin gobierno. Cuando contó con la asistencia del quórum reglamentario, Demetrio H. Brid les manifestó que "En esos solemnes momentos y de gran excitación, un grupo respetable de ciudadanos de la capital había proclamado la Independencia del Istmo con el beneplácito de los pueblos de su comprensión y de la ciudadanía, y que con tal motivo deseaba saber si los actuales representantes de los derechos del pueblo estaban dispuestos a adherirse y secundar ese movimiento político, bajo juramento de sacrificar sus intereses y vidas y hasta el porvenir de sus hijos si fuera necesario". Los concejales aprobaron lo mencionado y juraron a Dios y a la Patria secundar el movimiento separatista. En el Palacio Municipal se encontraban Manuel Amador Guerrero, Federico Boyd, Esteban Huertas, Carlos A. Mendoza, Nicanor Villalaz, entre los muchos allí presentes.
En ese instante bajo la Presidencia de Demetrio H. Brid en el Consejo Municipal del Distrito de Panamá surge la República de Panamá en la forma de un gobierno de facto. Antes de finalizar la sesión, cerca de las 10 de la noche, propuso enviar el siguiente telegrama al Presidente de los Estados Unidos: "La municipalidad de Panamá celebra en este momento sesión solemne, adhiriéndose al movimiento de separación del Istmo de Panamá del resto de Colombia y espera reconocimiento de su Gobierno para nuestra causa". La respuesta formal de los Estados Unidos se recibió el 5 de noviembre de 1903. Inmediatamente clausurada la sesión solemne, envió emisarios a los consejos municipales del resto del territorio para informarles de la decisión tomada por el Consejo Municipal de Panamá. Demetrio H. Brid, acompañado de los concejales, también se dirigió al Parque de la Catedral (ahora Plaza de la Independencia) para comunicarles a los asistentes sobre la decisión oficial de separarse de Colombia, a la vez que anunciaba la convocatoria para un Cabildo Abierto al día siguiente.
De esta forma, el movimiento revolucionario por el cual se emancipó el Istmo de Panamá del resto de la República de Colombia, formando una nación soberana y libre, quedó legitimado por el pueblo de Panamá, representado en este momento por su autoridad máxima Demetrio H. Brid, en su calidad de Presidente del Consejo Municipal de Panamá, motivo por el cual se le reconoce desde el Cincuentenario de la independencia como el Primer Presidente del Estado de Facto y Prócer de la Patria en Grado Eminente.
Una nueva bandera tricolor, que representaría al país ahora independiente, fue paseada por las calles por un público eufórico. En la madrugada del día 4 con la participación del Alcalde del Distrito, se izó la bandera en el asta del Palacio Municipal, a los acordes de la entonces popular marcha Hiawatha, compuesta por Neil Moret (Charles N. Daniels) en 1901, la cual fue coreada por los allí reunidos y tocada por una improvisada banda de música.
El 4 de noviembre en sesión del Consejo Municipal preside el Cabildo Abierto realizado en la Plaza de la Catedral, leyendo ante el público congregado el Acta de Independencia de la República de Colombia. Al Prócer Brid le correspondió designar y otorgar poderes en nombre de la entidad que representaba, a los miembros de la Junta Provisional de Gobierno José Agustín Arango, Federico Boyd y Tomás Arias, encomendándoles transitoriamente "la administración, gestión y dirección de los negocios" y demás asuntos propios de la estabilidad nacional, mientras se formalizaba la nueva república. Concluida su lectura, Demetrio H. Brid expresó como muestra de su incondicional compromiso con la Patria, lo siguiente: “Patria, por ti sacrificarse debe todo lo que Dios en su bondad nos dio, hasta el porvenir de nuestros hijos”. Acto seguido juramentó a la Junta de Gobierno Provisional prosiguiendo con la adhesión popular suscrita por los asistentes al Cabildo Abierto.
Como Presidente del Consejo, Demetrio H. Brid también tomó parte en el bautizo de la Bandera Nacional que tuvo lugar en la Plaza Chiriquí el 20 de diciembre de 1903.